# Spanische Badmintonmeisterschaft 2011
Die Spanische Meisterschaft 2011 im Badminton war die 30. Auflage der spanischen Titelkämpfe im Badminton. Sie fand vom 6. bis zum 8. Mai 2011 in Torrejón de Ardoz statt.

## Die Sieger und Platzierten
| Disziplin    | Gold                                   | Silber                    | Bronze                                 |
| ------------ | -------------------------------------- | ------------------------- | -------------------------------------- |
| Herreneinzel | Pablo Abián                            | Ernesto Velazquez         | Jesús Lorenzo                          |
| Herreneinzel | Pablo Abián                            | Ernesto Velazquez         | Sergio Llopis                          |
| Dameneinzel  | Carolina Marín                         | Beatriz Corrales          | Manuela Díaz Carmona                   |
| Dameneinzel  | Carolina Marín                         | Beatriz Corrales          | María Vijande                          |
| Herrendoppel | Rafael Fernández Arteaga Sergio Llopis | David Leal Eliezer Ojeda  | José Francisco Membrive Alejandro Toro |
| Herrendoppel | Rafael Fernández Arteaga Sergio Llopis | David Leal Eliezer Ojeda  | Vicente Martínez Alejandro Villar      |
| Damendoppel  | Noelia Jiménez Paula Rodríguez         | Laura Molina Haideé Ojeda | Maria Marquez Silvia Riera             |
| Damendoppel  | Noelia Jiménez Paula Rodríguez         | Laura Molina Haideé Ojeda | Blanca Ibeas Laia Oset                 |
| Mixed        | Ernesto Velazquez Yoana Martínez       | Carlos Longo Haideé Ojeda | Eliezer Ojeda Paula Rodríguez          |
| Mixed        | Ernesto Velazquez Yoana Martínez       | Carlos Longo Haideé Ojeda | Alejandro Ferrer Laura Alvarez         |